# Firn

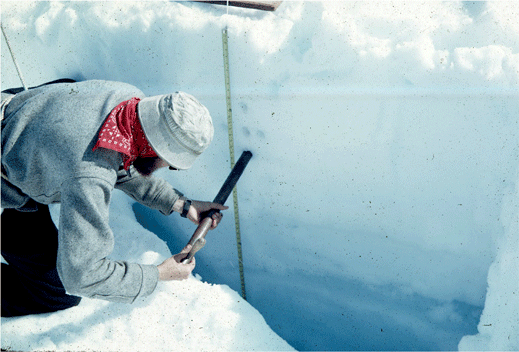
Sezione della superficie di un ghiacciaio. La densità dello strato aumenta nel passare dalla neve superficiale, al firn e infine al ghiaccio azzurro.

Firn (dallo svizzero tedesco Firn che significa "dell'anno prima") è il nome che viene dato a un particolare tipo di neve.
Si tratta di neve parzialmente compattata che deriva dalla trasformazione della neve rimasta dalle passate stagioni e che si è cristallizzata in una struttura più densa, che si trova in una fase intermedia tra la neve granulare ed il ghiaccio glaciale.
 
Il firn ha l'aspetto di zucchero bagnato, con una durezza che lo rende estremamente resistente. Esso generalmente ha una densità compresa tra 400 e 830 kg/m³ e si trova spesso sotto le nevi che si accumulano alla testa di un ghiacciaio.
La sua origine è data dalla compressione dei fiocchi di neve sotto il peso del sovrastante manto nevoso. I singoli cristalli in prossimità del punto di fusione sono semiliquidi e lisci, consentendo loro di scorrere lungo i piani di altri cristalli e riempire gli spazi tra loro, aumentando la densità del ghiaccio. Quando i cristalli si legano insieme, spremono l'aria tra di essi e la fanno risalire verso la superficie in forma di bollicine.
L'intero processo di formazione del firn prende il nome di firnificazione.
Nei mesi estivi, la metamorfosi dei cristalli si verifica in genere più rapidamente a causa della percolazione di acqua tra di loro, dando così luogo alla formazione del firn alla fine dell'estate.
L'altitudine minima a cui il firn si accumula in montagna è chiamata il "limite del firn", linea del firn o snowline (cioè "linea delle nevi perenni").